# Messer vom Gebel el-Arak
Das Messer vom Gebel el-Arak ist ein aus Elfenbein und Feuerstein gefertigtes Prunkmesser aus der prädynastischen Periode (Naqada IIIa, um 3200 v. Chr.) der ägyptischen Geschichte. 1914 wurde es von Georges Bénédite im Kunsthandel für den Louvre erworben, wo es heute in Raum 20 ausgestellt ist. Als Fundort wurde der Gebel el-Arak (جبل العركى), ein Plateau in der Nähe des mittelägyptischen Ortes Nag Hammadi, angegeben. Berühmtheit erlangte das Messer durch das Dekor seines Griffes, auf dem sowohl Motive der frühen ägyptischen als auch der vorderasiatischen Kunst abgebildet sind.

## Maße, Materialien und Fertigung

### Klinge
Die Klinge wurde aus gelblichem Feuerstein gefertigt und hat ein Gewicht von 92,3 Gramm. Ihre genauen Maße sind:
| Länge:                   | 18,8 cm |
| Breite der Klingenmitte: | 5,7 cm  |
| Stärke der Klingenmitte: | 0,6 cm  |
| Länge der Griffzunge:    | 3,0 cm  |
| Breite der Griffzunge:   | 3,7 cm  |

Die Herstellung der Klinge erfolgte in vier Arbeitsschritten: Zunächst wurde eine große Silexknolle oder ein großer Abschlag mit bifazialer Retusche grob zugerichtet. Danach wurden beide Seiten geschliffen. Im dritten Arbeitsschritt erfolgte die Überarbeitung einer Seite mit Flächenretusche in Drucktechnik, der sogenannten „ripple flake“-Technik. Dort, wo die Enden dieser Retuschen-Negative mittig zusammentreffen bilden sie einen gezackten Grat. Dies geschah wahrscheinlich mit einem Werkzeug dessen Druckstift aus Kupfer bestand und einem sog. Ishi-stick ähnelte. Die gesamte Überarbeitung hatte einen rein dekorativen Zweck, denn bereits ein großer Silex-Abschlag besitzt scharfe Kanten zum Schneiden. Nach dem Hauptschritt wurde noch der Messerrücken mit einer Schrägkante versehen. Abschließend erhielt die als Schneide genutzte Seite eine weitere Überarbeitung mit kurzen Druckretuschen.

### Griff
|                                      |                                           |
| Messer vom Gebel el-Arak, Knaufseite | Messer vom Gebel el-Arak, knauflose Seite |

Als Material für den Griff diente Nilpferd-Bein. Er ist sehr flach und weist auf einer Seite einen mittig angebrachten, durchbohrten Knauf auf, der dazu diente, das Messer mittels eines Riemens am Gürtel zu befestigen. Der Griff weist folgende Maße auf:
| Länge:                    | 9,5 cm |
| Breite an der Basis:      | 4,2 cm |
| Durchschnittliche Stärke: | 1,2 cm |
| Länge des Knaufs:         | 2,0 cm |
| Breite des Knaufs:        | 1,3 cm |
| Stärke des Knaufs:        | 1,0 cm |

Der Griff besitzt an seiner Unterseite eine 5,5 cm tiefe Aushöhlung, in welche die 3 cm lange Griffzunge eingefügt wurde. Zwischen beiden war wohl ursprünglich eine Manschette aus Blattgold eingelegt, von der sich sowohl am Griff als auch an der Klinge Überreste fanden. Wahrscheinlich mittels eines Harzes waren beide Teilstücke des Messers fest miteinander verklebt.

## Reliefdekor

### Knaufseite

#### Erste Reihe

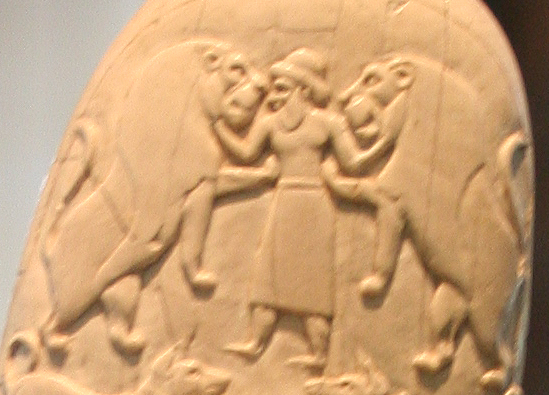
Erste Reihe – „Herr der Tiere“ mit zwei Löwen

Die oberste Reihe der Knaufseite zeigt ein Motiv, das in der vorderasiatischen Kunst dieser Epoche häufig auftaucht und in der Forschung als „Herr der Tiere“ bezeichnet wird. Man erkennt einen nach links blickenden Mann, der zwei auf ihren Hinterbeinen stehende männliche Löwen ergreift. Der Mann ist mit einem glatten Rock bekleidet, der seine Unterschenkel zur Hälfte bedeckt und auf der Höhe seiner Taille in einem deutlich erkennbaren Wulst endet. Bis zur Brust reicht ihm ein Vollbart herab. Seine Kopfbedeckung ist unterschiedlich gedeutet worden. Sie besteht aus einem Wulst und einem halbrunden Aufsatz. Der Wulst könnte ein Diadem darstellen, der Aufsatz wäre dann als Schädeldecke zu sehen. Letzteres erscheint jedoch problematisch, da die Schädeldecke hier sehr weit nach hinten gerückt wäre, daher scheint eine andere Interpretation wahrscheinlicher, nämlich dass Wulst und halbrunder Aufsatz zusammen als eine Art Haube zu betrachten sind.
Die Arme des Mannes sind angewinkelt. Mit ihnen packt er die zwei Löwen, die links und rechts von ihm stehen. Der linke Löwe berührt ihn mit der linken Pranke, der rechte Löwe mit der rechten. Kennzeichnend für die Löwen ist ihre enorme Größe.

#### Zweite Reihe

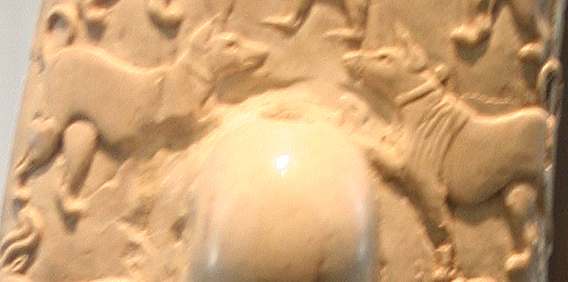
Zweite Reihe – Antithetische Hunde

Die zweite Szene zeigt zwei einander antithetisch gegenüberstehende Hunde. Beide tragen ein Halsband und erheben jeweils eine Vorderpfote, mit der sie den zwischen ihnen liegenden Knauf berühren. Besonders hervorgehoben sind die Schultern der Tiere, indem dort vorkommende Hautfalten zu einem breiten Band parallel verlaufender Wülste angeordnet sind. Diese recht unnatürliche Darstellung unterscheidet sich deutlich von den Körperformen (nicht aber vom Bewegungsablauf) der anderen abgebildeten Tiere.

#### Dritte Reihe

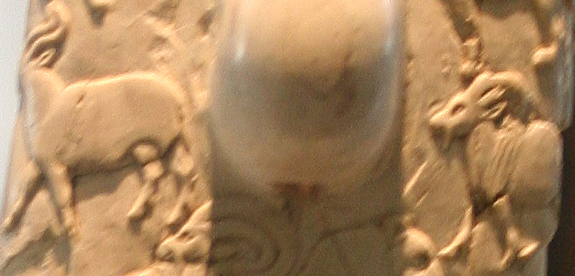
Dritte Reihe – Tiere

In der dritten Reihe sind zwei nach links gewandte Tiere abgebildet. Links des Knaufs erkennt man eine Gazelle, rechts davon einen Steinbock. Das Hinterteil des Steinbocks ist nicht mehr erhalten. Bereits Georges Bénédite glaubte, dass diese Szene auf die andere Seite des Messergriffs übergreifen müsse: Dort ist ein Mann abgebildet, der ein nach links verlaufendes Seil in Händen hält. Es wurde vermutet, dass dieses Seil ein Lasso darstellen könnte, das sich um das linke Hinterbein des Steinbocks schlingt. 

#### Vierte Reihe

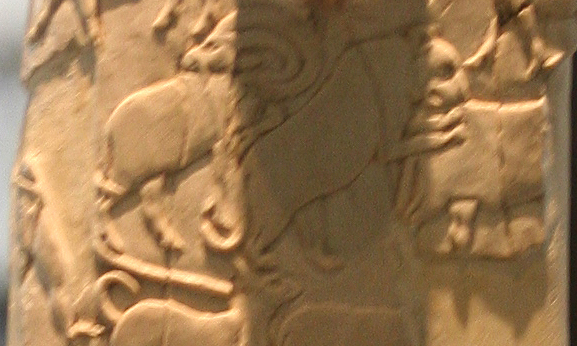
Vierte Reihe – Jäger mit Tieren

Als Nächstes sind eine rechtsläufige Tiergruppe und ein Jäger dargestellt. Der Jäger ist stark fragmentiert, nur noch das rechte Bein, der linke Oberschenkel, die Phallustasche und der Bauch sind erkennbar. Wahrscheinlich hielt er einst eine Leine in einer Hand, die zu dem Hund in der untersten Reihe führte. Rechts vom Jäger ist ein auf den Hinterbeinen stehender Steinbock abgebildet, der seinen Kopf nach hinten wendet. Das linke Vorderbein ist angewinkelt, das rechte hängt herab. Bénédite meinte, am rechten hinteren Oberschenkel des Steinbocks ebenfalls eine Lassoschlinge erkennen zu können. Wahrscheinlicher ist aber, dass es sich hier um die Reste eines Speers oder Stocks handelt, den der Jäger einst in Händen hielt.
Rechts an den Steinbock schließen sich zwei weitere Tiere an: Zu sehen ist eine Löwin, die ihre Vordergliedmaßen auf das Hinterteil eines Rindes legt. Das Rind ist nur noch unvollständig erhalten, das Vorderteil ist praktisch vollständig verloren. Trotzdem kann das Tier eindeutig als Rind identifiziert werden, da noch Reste eines Horns erkennbar sind.

#### Fünfte Reihe

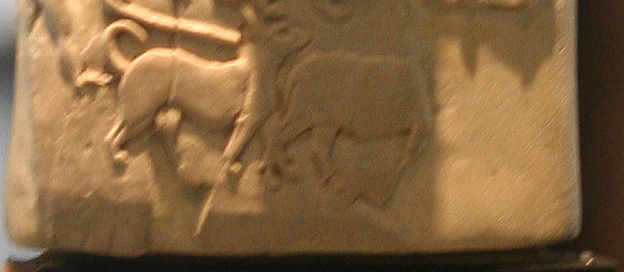
Fünfte Reihe – Tiere

In der untersten Reihe sind wiederum zwei rechtsläufige Tiere abgebildet. Links sieht man einen Hund, der den beiden Exemplaren aus der zweiten Reihe sehr ähnlich ist. Er gehört derselben Rasse an und trägt ebenfalls ein Halsband. An diesem ist eine Leine befestigt, die offenbar zu dem Jäger führt, der am äußersten linken Rand der Knaufseite die untersten beiden Reihen einnimmt. Ob der Hund auch die gleiche Schulterstilisierung wie die beiden oberen Tiere trägt, lässt sich aufgrund starker Abreibungen nicht eindeutig sagen.
Es folgt ein weiteres Tier, von dem nur noch das Hinterteil erhalten ist. Größe und Körperform lassen darauf schließen, dass es sich wohl um einen Steinbock handeln könnte. Ob am rechten Bildrand noch ein weiteres Tier abgebildet war, ist unbekannt, da dieser Bereich des Griffs zu stark zerstört ist.

### Knauflose Seite

#### Erste und Zweite Reihe

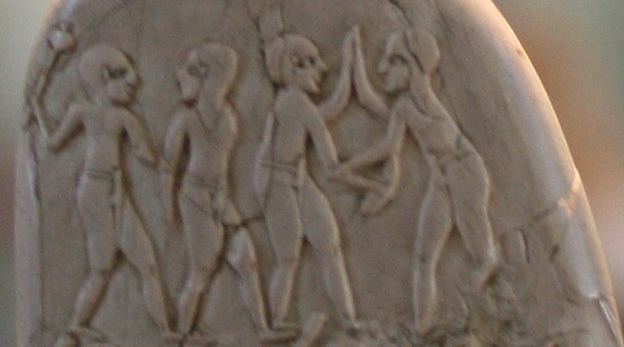
Erste Reihe – Kampfszenen

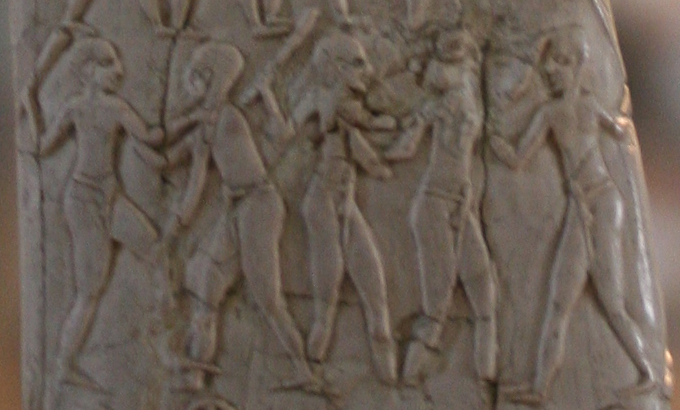
Zweite Reihe – Kampfszenen

Die beiden oberen Reihen der knauflosen Seite zeigen Kampfhandlungen, an denen insgesamt neun Männer beteiligt sind, die allesamt nur mit einem Penisfutteral bekleidet sind. Die Männer lassen sich zwei Parteien zuordnen, die durch ihre Haartracht unterschieden sind. Eine Partei hat sich die Köpfe kahl geschoren, während die andere langes Haar trägt. Die Männer bilden vier Gruppen.
Die erste Gruppe besteht aus einem nach rechts blickenden kahlgeschorenen und einem in die gleiche Richtung laufenden langhaarigen Mann, der seinen Blick zurück auf den Kahlkopf richtet. Der Kahlkopf hält in seiner erhobenen rechten Hand eine Keule. Mit der anderen Hand packt er den Langhaarigen, dessen Arme hinter seinem Rücken zusammengebunden sind. Die Szene stellt also die Abführung eines Gefangenen dar.
Im Gegensatz dazu befinden sich die Kontrahenten der zweiten Gruppe noch im Kampf. Wieder sind links ein Kahlkopf und rechts ein Langhaariger zu sehen. Es ist nicht eindeutig zu sagen, welcher von beiden der überlegene ist, allerdings hält der Kahlkopf einen Gegenstand in der rechten Hand, bei dem es sich wohl um ein Feuerstein-Messer handelt. Der Langhaarige hingegen ist unbewaffnet.
Eine sehr ähnliche Szene folgt in der linken Hälfte der zweiten Reihe. Erneut ist links ein Kahlkopf zu sehen, der diesmal einen Knüppel hoch erhoben in der rechten Hand hält und zum Schlag ausholt. Der ihm gegenüberstehende Langhaarige ist auch dieses Mal unbewaffnet. Trotzdem scheint der Kampf für ihn nicht zwangsläufig verloren, da der Kahlkopf nur auf einem Bein steht und damit einen sehr unsicheren Halt hat.
Die vierte Szene unterscheidet sich in mehreren Punkten von den vorangegangenen. Zum einen sind hier drei, statt bisher zwei Personen abgebildet. Links und rechts sieht man Kahlköpfe, die beide in der rechten Hand einen Knüppel halten. Zwischen ihnen steht ein nach rechts gewandter Langhaariger, der mit dem linken Kahlkopf kämpft und gleichzeitig versucht, mit seinem linken Arm den zweiten auf Distanz zu halten. Auch er unterscheidet sich deutlich von den anderen Langhaarigen: Zum einen hat er sein Haar zu zwei Zöpfen geflochten, während die anderen nur jeweils einen Zopf haben. Obwohl sein Gesicht stark zerstört ist, sind die Enden der Zöpfe deutlich auf seiner Brust zu erkennen. Zum anderen ist er als einziger Langhaariger bewaffnet. In der rechten Hand hält er ein Feuerstein-Messer, mit dem er den linken Kahlkopf bedroht.

#### Dritte Reihe

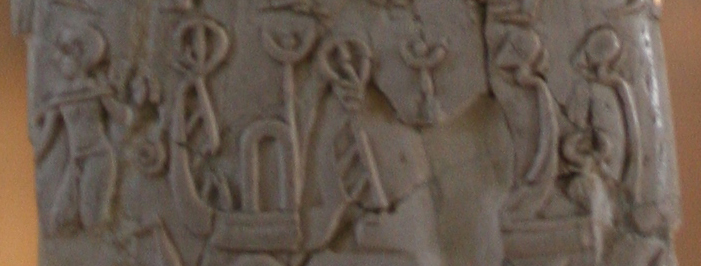
Dritte Reihe – Ein Mann mit Seil und zwei Schiffe

Die dritte Reihe zeigt links einen nach links gewandten, kahlköpfigen Mann und rechts von ihm zwei Schiffe. Der Mann hält ein Seil in den Händen, von dem, wie bereits oben erwähnt, angenommen wurde, dass es ein Lasso sein könnte, das sich um den Fuß eines auf der anderen Seite des Messergriffs abgebildeten Steinbocks schlingt. Es ist aber eher anzunehmen, dass es sich in Wirklichkeit um ein Tau handelt, mit dessen Hilfe der Mann die Schiffe an Land zieht.
Die beiden Schiffe, bei denen es sich wohl um Papyrus-Flöße handelt, sind nur noch unvollständig erhalten. Erkennbar ist aber noch, dass beide sich in der Darstellung überschneiden und das rechte sich im Vordergrund befindet. Der Aufbau der Schiffe scheint identisch zu sein. Links ist ein Achtersteven zu erkennen, von dem aus ein straff gespanntes Tau zum Deck führt. Dazu kommt eine dreifache Querverspannung. Auf der Spitze des Stevens befindet sich ein durchbrochener Kreis. Als Nächstes folgt rechts eine Kabine. Aus dieser Kabine ragt eine Stange, offenbar eine Standarte, heraus, an deren Spitze sich ein Objekt in Form einer liegenden Mondsichel mit einem auf ihr ruhenden Kreis befindet. Der Vordersteven ist an seinem Ende gegabelt und trägt einen spitzovalen Aufsatz. Beim rechten Schiff ist am unteren Ende des Vorderstevens noch ein weiteres Objekt zu erkennen, beim linken Schiff ist die entsprechende Stelle nicht mehr erhalten. Das Objekt ist nur schwer zu deuten, da es nicht mehr vollständig erhalten ist. Aus einer parallelen Darstellung in der fünften Bildreihe kann aber darauf geschlossen werden, dass hier wohl ein Rinderkopf dargestellt ist.

#### Vierte Reihe

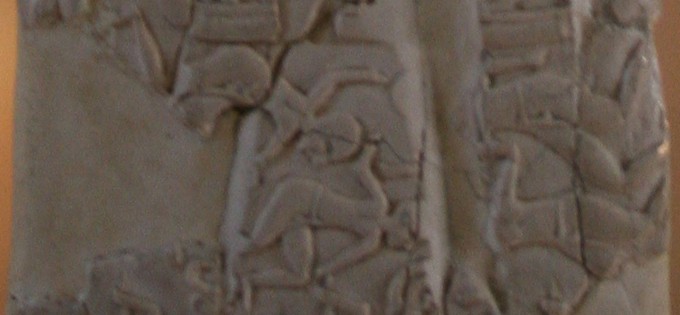
Vierte Reihe – Gefallene

In dieser Reihe sind vier Leichen dargestellt, deren Köpfe einander zugewandt sind. Der Kopf des unteren rechten Toten ist nicht mehr erhalten, auch der des oberen rechten ist kaum noch vorhanden. Dafür lässt sich zumindest bei den beiden linken eindeutig erkennen, dass es sich um Kahlköpfe handelt. Dies mutet etwas seltsam an, da diese Gruppe in den Kampfhandlungen der ersten beiden Reihen anscheinend überlegen ist.
Am linken Rand des Griffs ist an dieser Stelle ein großes Stück herausgebrochen. Der obere Teil bildete ursprünglich Unterschenkel und Füße des Mannes aus der dritten Bildreihe ab. Was darunter abgebildet war, ist unklar. Theoretisch wäre noch Platz für eine fünfte Leiche gewesen, aber am unteren Ende der Abbruchstelle sind noch kleine Reste eines Reliefs erhalten, die nicht zur Darstellung einer Leiche passen. Paralleldarstellungen lassen den Schluss zu, dass es sich möglicherweise um die Flügelspitze eines Geiers handelt.

#### Fünfte Reihe

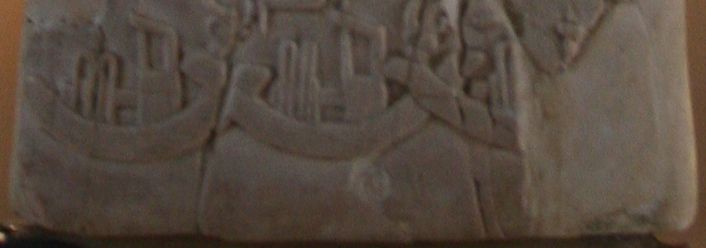
Fünfte Reihe – Drei Schiffe

Als letztes folgen in der fünften Reihe drei weitere Schiffe. Sie unterscheiden sich von denen in der dritten Reihe und scheinen dieses Mal hölzerne Konstruktionen wiederzugeben. Ihre Anordnung ist allerdings die gleiche wie in der dritten Reihe, d. h. das rechte Schiff befindet sich im Vorder- und das linke im Hintergrund. Die Schiffe haben einen sichelförmigen Rumpf, am Bug (links) ist beim rechten Schiff ein Capridenkopf und beim mittleren ein Rinderkopf angebracht, beim linken Schiff fehlt eine solche Darstellung.
Die Aufbauten der Schiffe sind schwierig zu deuten. Auf dem Vorderdeck scheinen sich zwei Kabinen zu befinden, die denen in der dritten Reihe ähneln, jedoch wesentlich schmaler dargestellt sind, was vielleicht am Platzmangel liegen mag. Im unteren Bereich der Kabinen sowie links und rechts von ihnen sind offenbar weitere Aufbauten dargestellt, deren Funktion allerdings unklar ist. Am Heck folgt schließlich noch ein Kiosk.

## Verweise